# 유리 세공

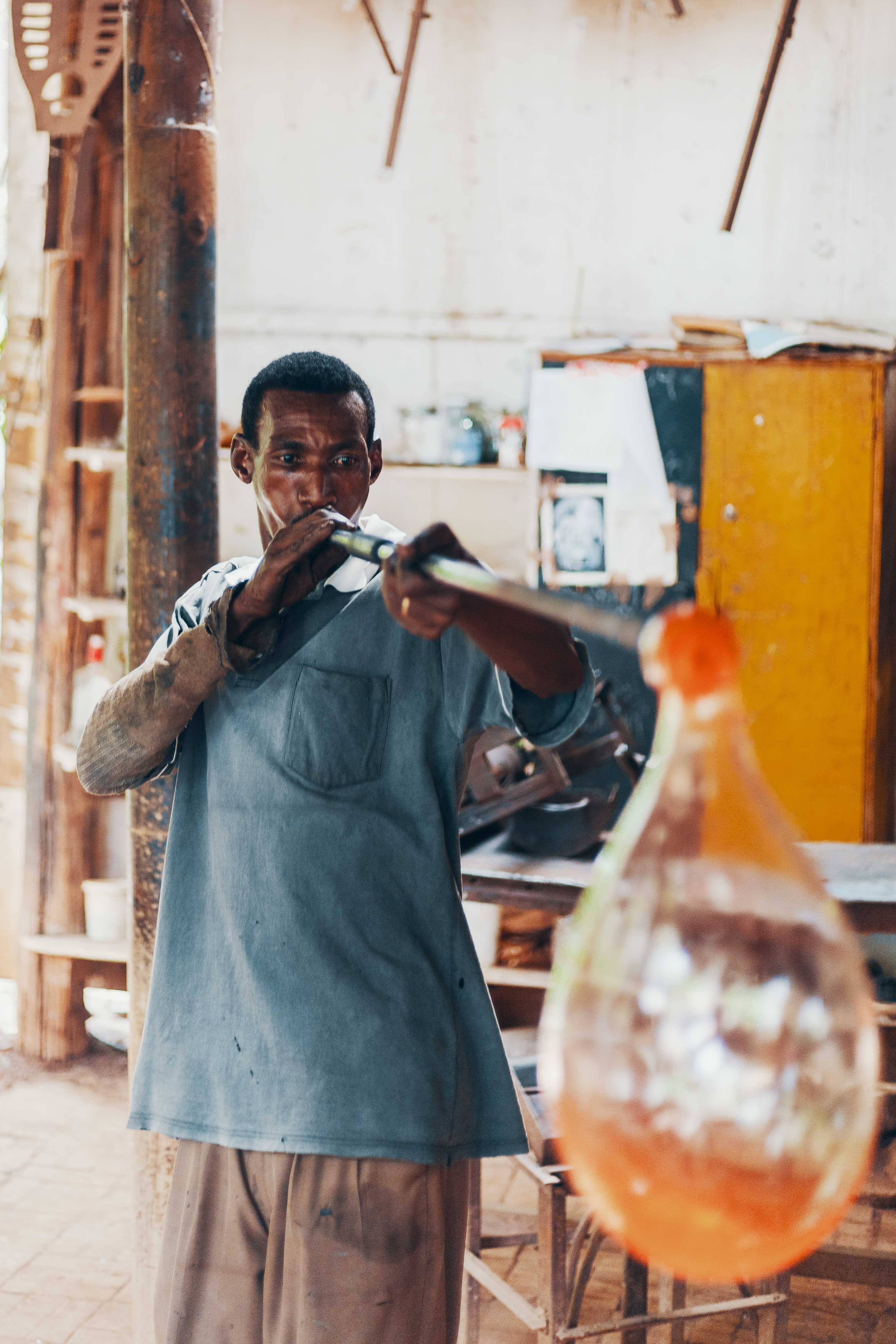

유리 세공(琉璃細工, glass blowing) 또는 유리 불기는 블로파이프(블로 튜브)를 사용하여 용융된 유리를 기포(패리슨)로 팽창시키는 유리 성형 기술이다. 유리를 부는 사람을 글래스블로워(glassblower), 글래스미스(glassmith), 개퍼(gaffer)라고 한다. 램프 세공사(유리 세공인)는 붕규산 유리로 정밀 실험실 유리 제품을 생산하는 것과 같이 소규모로 토치를 사용하여 유리를 조작한다.
본 작업은 유네스코에 의해 시리아 무형문화유산으로 등재되었다.

## 같이 보기
- 유리 공예
- 유리구슬
- 모자이크
- 문진
- 스테인드글라스